# Robert V, delfí d'Alvèrnia
Robert V (? - 1262) fou delfí d'Alvèrnia i comte de Clarmont i senyor de Chamalières, successor del seu pare Guillem IX, delfí d'Alvèrnia vers 1240. Al seu segell apareix com "comes Montis Ferrandi" (comte de Montferrand).
Es va casar amb Alix de Ventadour o Alix de Borgonya, filla d'Eudes III, duc de Borgonya i d'Alix de Vergy. Va tenir cinc fills:
- Robert VI, delfí d'Alvèrnia i comte de Clarmont
- Hug (rebia un llegat d'algunes terres al testament patern) (+20 de novembre de 1309)
- Mata, casada amb Gerard de Roussillon (+25 de maig de 1263), senyor d'Anjo (una família il·lustre d'Alvèrnia)
- Alix, casada amb Eustaqui IV senyor de Montboissier
- Adelais, religiosa.